# Kurt Wallander

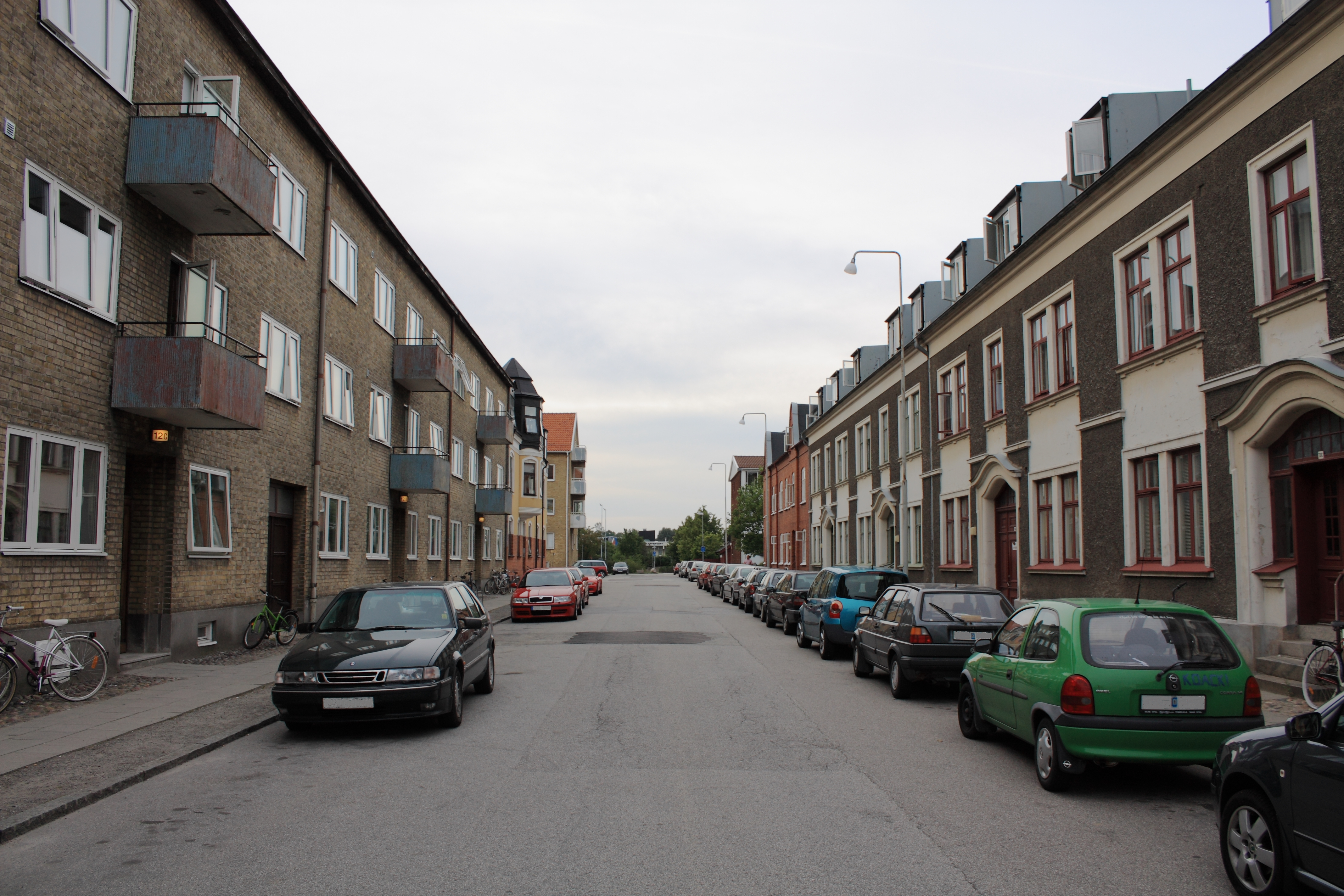
Calle Mariagatan de Ystad, en la que Henning Mankell dice que vive el inspector Kurt Wallander.

Kurt Wallander es un personaje de ficción creado por el escritor sueco Henning Mankell (1948-2015). 

## Historia
Considerado como el alter ego de Mankell (tiene su misma edad, comparte su afición por la naturaleza y la ópera y sufre por la maldad en el mundo), Wallander es inspector de policía en la pequeña localidad de Ystad, cerca de Malmö, en el sur de Suecia. El melancólico y simpático policía protagoniza toda una serie de novelas negras que han alcanzado gran notoriedad internacional, hasta el punto de que cuenta con su propio club de fanes en inglés.
En la novela Los Perros de Riga se especifica que fue aceptado en la Academia de Policía en 1967, en contra de los deseos de su padre, aunque sigue sin saber el porqué de su oposición.

## La serie Wallander
1. Asesinos sin rostro (Mördare utan ansikte, 1991)
2. Los perros de Riga (Hundarna i Riga, 1992)
3. La leona blanca (Den vita lejoninnan, 1993)
4. El hombre sonriente (Mannen som log, 1994)
5. La falsa pista (Villospår, 1995)
6. La quinta mujer (Den femte kvinnan, 1996)
7. Pisando los talones (Steget efter, 1997)
8. Cortafuegos (Brandvägg, 1998)
9. La pirámide (Pyramiden, 1999; cuentos). Cronológicamente, este libro de relatos cortos aborda pasajes de la vida de Kurt Wallander anteriores a los del resto de la serie.
10. El hombre inquieto (Den orolige mannen, 2009)
11. Huesos en el jardín (Händelse om hösten, 2013), novela corta.

A partir del siguiente listado contaremos con la participación de Kurt Wallander de manera secundaria, siendo otros los protagonistas principales:
En esta novela toma protagonismo Stefan Lindman, compañero de trabajo de Kurt Wallander y su hija Linda:
- El Retorno Del Profesor De Baile (Danslärarens återkomst, 2000)

La siguiente novela presenta a la hija de Wallander, Linda, como protagonista:
- Antes de que hiele (Innan frosten, 2002)

El orden en que las novelas se desarrollan en la línea temporal de la serie se muestra debajo. Nótese que hay algún solapamiento en la línea temporal entre las novelas pues hay tres series separadas.
1. La pirámide (Pyramiden)
2. Asesinos sin rostro (Mördare utan ansikte)
3. Los perros de Riga (Hundarna i Riga)
4. La leona blanca (Den vita lejoninnan)
5. El hombre sonriente (Mannen som log)
6. La falsa pista (Villospår)
7. La quinta mujer (Den femte kvinnan)
8. Pisando los talones (Steget efter)
9. Cortafuegos (Brandvägg)
10. El Retorno Del Profesor De Baile (Danslärarens återkomst)
11. Antes de que hiele (Innan frosten)
12. Huesos en el jardín (Händelse om hösten)
13. El hombre inquieto (Den orolige mannen)

## Personajes de la serie Wallander
Entre los personajes recurrentes de la serie Wallander, se encuentran:
- Familia de Kurt Wallander:

Mona: exesposa de Kurt Wallander.
Linda Wallander: Hija de Kurt Wallander.
Kristina: hermana de Wallander.
- Oficiales de Policía:

Bjork: jefe de Wallander, caracterizado por su mal humor.
Kurt menciona varias veces que Bjork siempre se preocupa por el rumbo que estaba tomando la policía sueca. En la sexta novela asciende de puesto y es reemplazado por Lisa Holgersson.
Rydberg: policía veterano de la comisaría de Ystad, a quien Wallander considera su mentor. Aparece en el libro Asesinos sin rostro y en el siguiente, Los Perros de Riga, nos enteramos que ha muerto meses atrás. Ante una duda, Wallander siempre intenta imaginar lo que Rydberg hubiera dicho o hecho.
Martinson: compañero de Wallander, es descrito como impulsivo, pero buen policía.
Svedberg: menos impulsivo que Martinson, pero eficaz. Soltero y observador de pájaros. 
Hansson: enganchado a las apuestas hípicas.
Sven Nyberg: técnico de laboratorio.
Ann-Britt Höglund:Se menciona al personaje de pasada en el cuarto libro y luego tiene un papel más protagónico, desarrollando especial simpatía con Kurt.
Casada y con dos hijos, su marido suele viajar por todo el mundo, por lo que suele tener problemas con el cuidado de sus hijos.
Lisa Holgersson: Reemplaza a Bjork en la quinta novela.
Desde el primer momento muestra gran confianza hacia la forma de trabajar de Kurt, facilitándole cualquier cosa que pida. Se nos muestra que es una policía muy eficaz. 
- Fiscales:

Per Åkeson:Fiscal de Ystad.A lo largo de los años en que trabaja con Kurt, desarrollan algo que puede llegar a ser considerado una amistad.
Anette Brolin:Fiscal suplente de Per Åkeson, aparece en la primera novela Asesinos sin rostro. Es mencionada de pasada en posteriores novelas, recordándole a Kurt un intento infructuoso de acercarse a ella.

## En la actualidad

### Series de televisión
- La serie de televisión sueca Wallander transmitida de enero de 2003 a julio de 2013 fue protagonizada por Krister Henriksson, Johanna Sällström y Ola Rapace quienes interpretaron respectivamente, a Kurt Wallander, Linda Wallander y Stefan Lindman. La serie fue producida por Yellow Bird Films production, en asociación con TV4, ARD/Degeto Films, Film i Skane, y contó con la participación de Canal Plus, DR, TV2 Norge, MTV3, Svensk Filmindustri, Tobis Film.  Esta serie no está basada en los libros de Mankell, sino en historias escritas por el propio escritor y otros colaboradores específicamente para el show. Solo 2 de los 32 capítulos están basados en sus novelas. Uno de ellos (el primero) fue estrenado en salas comerciales.

- Sí está basada en las novelas de Mankell la serie de televisión británica Wallander transmitida de noviembre de 2008 a junio de 2016 fue protagonizada por Kenneth Branagh, Richard McCabe Jeany Spark y Mark Hadfield, quienes interpretaron a Kurt Wallander, al patólogo Sven Nyberg, a Linda Wallander y Stefan Lindeman respectivamente.

### Cine
También basada en sus novelas, con anterioridad, se produjeron una serie de películas para la Televisión sueca en forma de miniseries entre 1994 y 2007. El personaje de Wallander fue interpretado por el actor sueco Rolf Lassgård (al que Mankell dedicó su libro La pirámide). Además, se ha hecho una serie de TV de trece capítulos, en la que toma parte también la hija del detective, Linda Wallander, y Stefan Lindman, personaje central de la novela El retorno del profesor de baile.